# Castello di Rotaio
Il castello di Rotaio è un castello a Capezzano Pianore, in provincia di Lucca. Costruito per volontà del podestà di Lucca Rogiero Guerra a partire dal 1223 nei pressi della collina di Rotaio. Attualmente il castello è usato come residenza privata. 

## Denominazione
Il nome "Rotaio" potrebbe avere origini che risalgono a Rotari, re longobardo noto per la conquista di Luni e della pianura versiliese. Tuttavia, la menzione più antica di questo toponimo si trova in un documento dell'anno 884, dove "Rotario" è utilizzato forse per descrivere la forma arrotondata del piccolo colle.

## Storia

### 1100 - 1200
Durante il basso medioevo, specificamente prima dell'istituzione delle città di Pietrasanta e Camaiore, la regione orientale della Versilia era frequentemente teatro di conflitti tra le città di Pisa e Lucca. Circa cinquanta anni dopo un conflitto bellico svoltosi ai piedi del colle di Rotaio, che vide la sconfitta dei lucchesi nel 1170, il Podestà di Lucca, Rogiero Guerra, decise di erigere una fortezza sulla sommità del colle nel 1222, come riportato da storici credibili, tra cui Sercambi. L'intento era quello di proteggere i territori lucchesi dalle incursioni pisane.
All'epoca della costruzione del forte, i comuni erano già formati e governati dai Podestà. Un documento datato 855 d.C., il più antico che menziona il colle Rotaio, parla di terreni gestiti da Ramnolfo, rettore della Pieve di Santa Felicita, situata nella Versilia. Tra questi terreni era incluso il colle di Rotaio.
La zona circostante il forte durante la sua edificazione era prevalentemente paludosa, con le acque che defluivano verso il mare attraverso un canale denominato "acqualonga". Questo canale è citato in un documento risalente al 720 d.C., anche se non vi è menzione del colle Rotaio. In un successivo documento del 983 d.C., il colle viene descritto come terreno olivato e identificato con il nome di Rotaio. Una cronaca pisana del 1002 narra di una vittoria pisana sugli avversari lucchesi vicino al canale di acqualonga, ai piedi del colle Rotaio.
Le frequenti scaramucce in quest'area erano motivate da ragioni economiche e strategiche, dato che il colle era noto per l'eccellente produzione di olio e per la sua posizione dominante sulla pianura sottostante fino al mare.

### Trecento
Nel 1313, con la fortezza di Rotaio già consolidata, i lucchesi affrontarono l'Imperatore Arrigo di Lussemburgo, alleato con i pisani. Questi ultimi si impadronirono del vicariato lucchese della Versilia e si accamparono a Rotaio, dove furono sorpresi e attaccati dai guerrieri teutonici provenienti dalla rocca di Pietrasanta. Nonostante l'imboscata, i lucchesi prevalsero e costrinsero l'Imperatore a ritirarsi a Pisa.
Nel 1315, a seguito di un ulteriore scontro tra Pisa e Lucca, Rotaio rimase sotto il controllo di Pisa. In quello stesso anno, Ludovico il Bavaro, che si opponeva a Uguccione della Faggiola, allora Podestà di Pietrasanta per conto di Pisa, ordinò ai pisani di restituire ai lucchesi i territori di Pietrasanta e Rotaio. Nonostante l'ordine, i pisani decisero di rafforzare le loro difese a Rotaio, così come a Motrone, Viareggio e Ripafratta, a causa della continua instabilità dovuta ai conflitti.
Nel 1316, con la caduta di Uguccione della Faggiola, i lucchesi elessero Castruccio Castracani come loro leader. In quel periodo, rappresentanti della vicaria di Camaiore si recarono a Rotaio per prendere il controllo del forte. Tuttavia, Uguccione Francuccio, che era castellano per conto di Ludovico il Bavaro, preferì cedere il forte ai pisani, anche a rischio di essere considerato un traditore dai lucchesi, piuttosto che perderlo a causa della loro presa di possesso.
Nonostante la pace di Montopoli, conclusa successivamente tra le repubbliche toscane, che prevedeva che Pisa non dovesse interferire negli affari di Lucca e dei suoi possedimenti, Pisa non rinunciò mai all'ambizione di controllare il forte di Rotaio. Dopo la morte di Castruccio Castracani e la partenza di Ludovico il Bavaro, il controllo di Rotaio rimase un punto focale nelle dispute territoriali.
Il forte di Rotaio torna in possesso dei lucchesi nel 1369 con Pietrasanta dopo che Carlo IV li ebbe liberati dal dominio pisano.

### Quattrocento
Nel 1423, il comune di Pietrasanta si impegnò nel restauro della fortezza di Rotaio, sostenendo economicamente i lavori e provvedendo alla fornitura di munizioni. La situazione politico-militare divenne più complessa nel 1429, quando Firenze dichiarò guerra a Paolo Guinigi. In questo contesto, a Nicolò Fortebraccio, capitano di ventura, fu promessa la rocca di Rotaio in caso di vittoria. Tuttavia, questa promessa non fu mantenuta, poiché il 22 novembre 1441, i fiorentini cedettero il controllo dei forti di Rotaio e Monteggiori ai lucchesi, consolidando così la loro influenza nella regione.
Successivamente, nel 1478, il marchese di Mantova intervenne come mediatore in una disputa riguardante i confini tra i genovesi, che all'epoca controllavano Pietrasanta, e i lucchesi. Durante questo arbitrato, la fortezza di Rotaio fu dichiarata proprietà privata della famiglia Guinigi. Di conseguenza, il territorio fu assegnato al comune di Camaiore, facendo presumibilmente di Rotaio una fortezza di frontiera.
La situazione cambiò nuovamente nel 1496, quando Pietrasanta riconquistò il controllo di Rotaio, segnando un'ulteriore svolta nelle dinamiche territoriali e di potere nella regione.

### Cinquecento
All'inizio del XVI secolo, ai piedi del colle di Rotaio persisteva un'ampia palude che copriva l'intera pianura sottostante, luogo di frequenti scontri tra i cittadini di Camaiore e quelli di Pietrasanta. Questi scontri erano spesso influenzati dalle rispettive alleanze dei due comuni con la Repubblica di Lucca e quella di Firenze, entrambe interessate al controllo del castello di Rotaio.
Dopo che Lucca riacquistò il forte nel 1496, la tensione con Firenze aumentò. Di fronte a questa situazione, la Repubblica di Lucca si rivolse a Papa Leone X, che all'epoca era signore di Firenze, chiedendogli di fungere da mediatore nella disputa. Il Papa decise a favore di Firenze, assegnando Motrone e Pietrasanta ai fiorentini. Forti del sostegno papale, i cittadini di Pietrasanta avanzarono pretese sui castelli lucchesi nei confronti del comune di Camaiore.
Nel 1524, in risposta a provocazioni da parte dei camaioresi, Pietrasanta occupò il forte di Rotaio. In seguito a questa occupazione, Lucca inviò a Firenze l'oratore Baldassare Orsucci per negoziare la restituzione del forte, che fu infine restituito. Lucca nominò allora Scarpello Orsucci come castellano del forte. Lucca mantenne il controllo di Rotaio fino al termine del XVI secolo, precisamente fino al 1594.
Durante questo periodo, la Repubblica di Lucca commissionò all'ingegnere Ginese Bresciani il compito di ispezionare il forte di Rotaio, al fine di valutarne le condizioni sia dal punto di vista difensivo che strategico, garantendo così la sua efficacia come struttura militare.

### Età contemporanea
Il controllo di Lucca su Rotaio perdurò fino al 1594. Dopo tale data, il forte passò in mano privata e non si registrano ulteriori informazioni storiche documentate sull'uso del forte. Nel 2024, si attesta la presenza di una cappella consacrata.